# 送金

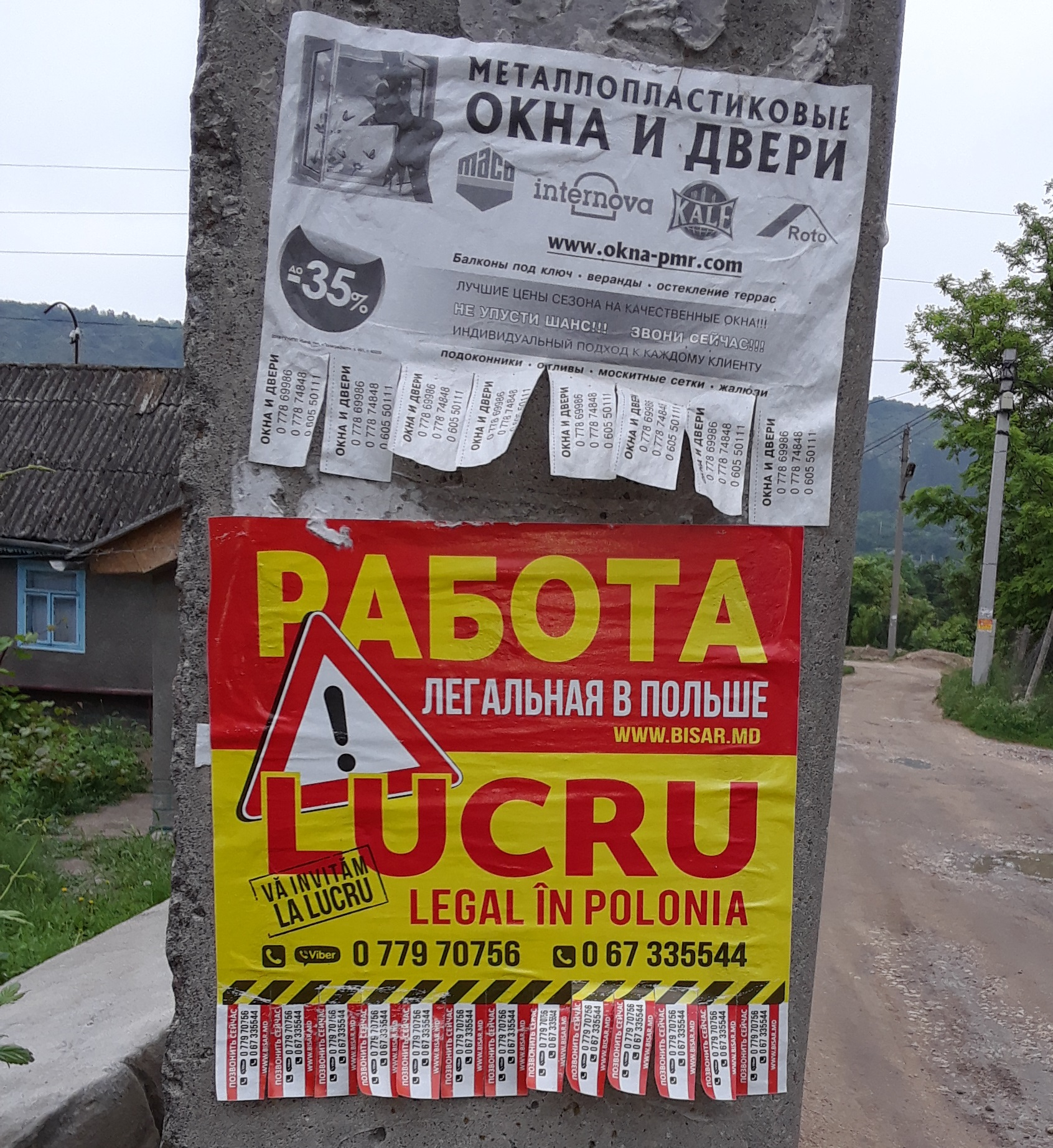
沿ドニエストル共和国における「合法的にポーランドで働く」ストリート広告。

送金（そうきん、英: remittance）とは、金銭を第三者に送ること全般を指す。
本項目では主に（個人による）国外への送金（国際送金、海外送金）を中心に扱い、下記の内容の詳細についてはそれぞれの項目を参照されたい。
- 国内間の送金 - 現金書留、郵便為替
- 銀行口座間の送金 - 振込、郵便振替

なお、特記なき限り、本項目において単に「送金」という場合、国を跨いだ送金を指すこととし、「ドル」はアメリカ合衆国ドルを指すことに留意されたい。

## 概要
国外への送金は、（移民による）外国人労働者、ディアスポラコミュニティのメンバー、あるいは国外で家族関係のある市民が、自国または祖国の世帯収入のために非営利的に行われている。移民によって家に送られるお金は、開発途上国への最大の資金流入方法の1つとして国際援助と競合する。労働者による送金は、特に労働力を輸出する国に関して、国際資本の流動性において重要な部分を占める。
世界銀行によると、2020年の低・中所得国への送金は5,400億ドルに達し、これはCOVID-19の影響にもかかわらず、2019年の5,480億ドルからわずか80億ドル（1.6%）の減少にとどまっており、2021年には7.3％増加して5,89億ドルに達すると予想されている。
国際送金の送金先として最も多いのは（インド系移民と在外インド人からの）インド向け送金で、2018年には800億ドル、2017年には653億ドル（インドのGDPの2.7％相当）、2016年には627億ドル、2014年には700億ドルに達する。 2020年のその他の上位送金先は、中国が670億ドル、フィリピンとメキシコがそれぞれ340億ドル、エジプトが260億ドルとなっている。

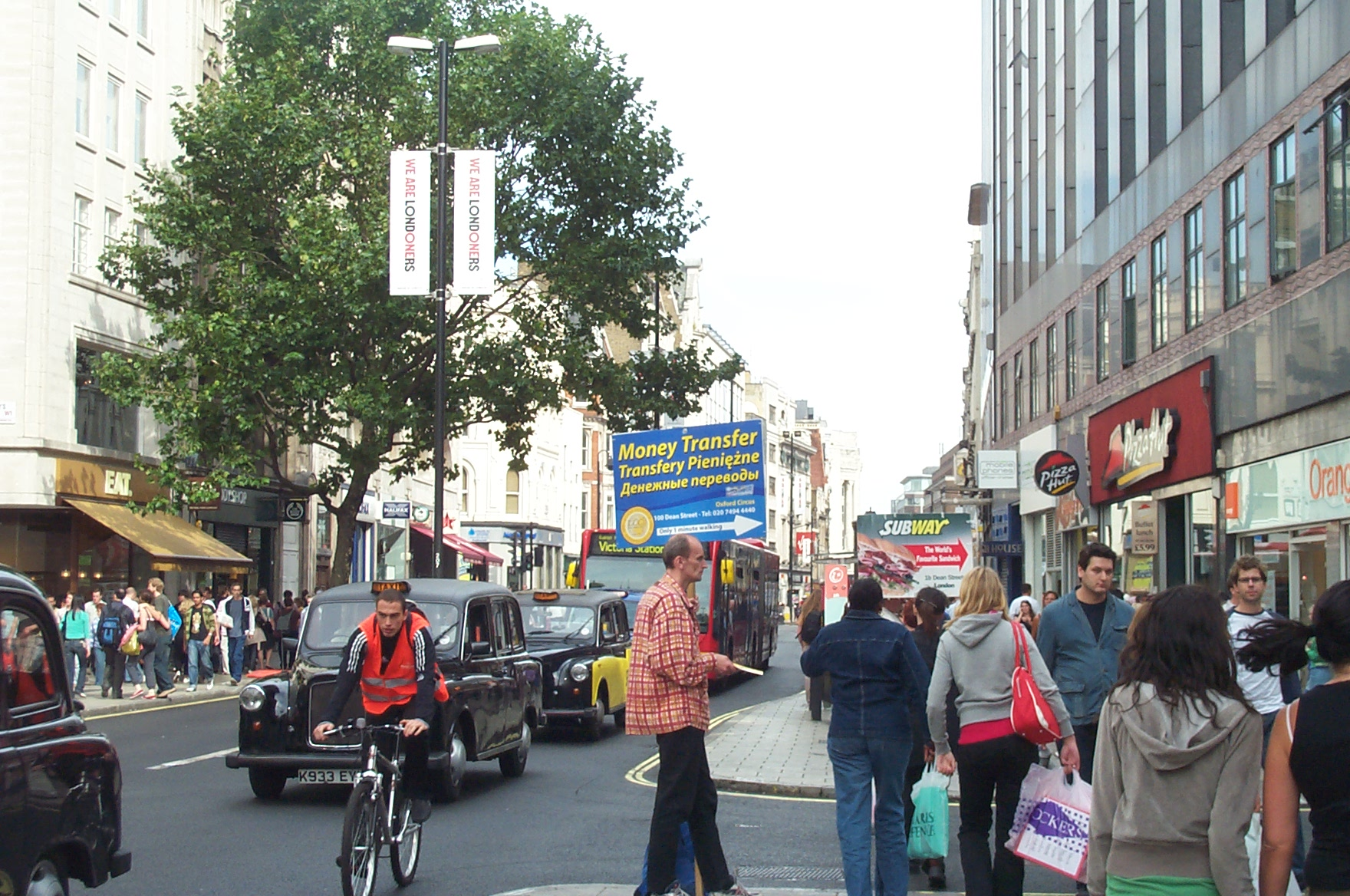
ロンドンの国際送金広告。ポーランド語とロシア語で表記されている。

## 世界的な広まり
多くの国の経済において、送金はますます大きな役割を果たしている。それらは経済成長とそれらの国々の生活に貢献している。世界銀行の推定によると、2019年の送金総額は5,730億米ドルで、そのうち4,220億米ドルは、2億5,000万人の移民労働者が関与する開発途上国に送金されているという。一部の受取国においては、他国からの送金による外貨獲得高はGDPの3分の1に達するとも言われている。
国際送金は世界の開発途上国に大きな影響を及ぼしており、2015年には4,410億ドルが開発途上国に送金されているが、この金額は世界の政府開発援助（1,310億ドル）のほぼ3倍に相当する。多くの開発途上国にとって、受け取った送金は自国経済のかなりの部分を占めており、毎年GDPの10％以上を送金で受け取っているという。

### 上位の送金受取国
| 国             | 2012年 | 2013年 | 2014年 | 2015年 | 2016年 | 2017年 | 2018年 | 2019 | 2020 | 2021年 |
| -------------- | ------ | ------ | ------ | ------ | ------ | ------ | ------ | ---- | ---- | ------ |
| インド         | 68.82  | 69.97  | 70.97  | 72.20  | 62.7   | 69.0   | 78.6   | 84.2 | 83.1 | 87     |
| 中国           | 57.99  | 59.49  | 61.49  | 63.90  | 61.0   | 64     | 67.4   | 70.3 | 59.5 | 53     |
| メキシコ       | 23.37  | 23.02  | 24.50  | 25.70  | 28.5   | 31.0   | 35.7   | 38.7 | 42.8 | 53     |
| フィリピン     | 24.61  | 26.70  | 27.90  | 29.80  | 29.9   | 33.0   | 33.8   | 35.1 | 34.9 | 36     |
| エジプト       | 19.24  | 17.83  | 19.83  | 20.40  | 16.6   | 20.0   | 28.9   | 26.4 | 29.6 | 33.3   |
| ナイジェリア   | 20.63  | 20.89  | 20.88  | 20.89  | 19.0   | 22.0   | 24.3   | 25.4 | 17.0 | 18     |
| パキスタン     | 14.01  | 14.63  | 17.80  | 20.10  | 19.8   | 20.0   | 21.0   | 21.9 | 26.1 | 33     |
| バングラデシュ | 14.24  | 13.86  | 15.10  | 15.80  | 13.7   | 13     | 15.5   | 17.5 | 21.7 | 23     |
| ベトナム       | 10.00  | 11.00  | 11.80  | 12.30  | 13.4   | 14.0   | 15.9   | 16.7 | 17.0 | 18     |
| ネパール       | 5.9    | 6.01   | 5.29   | 5.8    | 6.40   | 6.68   | 8.1    | 5.19 | 8.1  | 8.5    |

世界銀行及び移住と開発に関するグローバルナレッジパートナーシップ(KNOMAD) の統計によると、2021年の国際送金受取額が自国のGDPに占める割合が20%を超える国が13ヶ国あり、さらに30％を超える国が以下の6ヶ国存在する。
1. トンガ (43.9%)
2. 南スーダン (37.9%)
3. レバノン (34.8%)
4. ガンビア (33.8%)
5. ソマリア (32.0%)
6. キルギス (30.1%)

### 主要なオペレーター
送金業界は主にヨーロッパの金融センターとアメリカ西部に本社を置く企業が支配的立場にあり、ウエスタンユニオンが2019年の時点で最大の市場シェアを持っている。マネーグラムなどの他の企業も、何十年にもわたって主要な位置を占めている。業界のほとんどの企業は純然たる送金プロバイダーだが、より多様な関心を持つ親企業が関与する場合もある。
これらの企業はそれぞれ、さまざまな消費者基盤に焦点を合わせた展開を行なっている。Wiseは、年間総送金量の点で最も急成長している送金スタートアップであり、銀行口座間、多くの場合は先進国間での送金に重点を置いている。Ria Money Transferは、北米とスペイン語圏の間で確立された存在感を示している。 WorldRemitは世界中にいるアフリカの移民の利用割合が高く、 Azimoは特にヨーロッパ市場に焦点を当てており、移民コミュニティに重点を置く。WorldRemit 、 Remitly 、 Azimoなどの企業は、サービスを利用する労働者階級の移民の割合が高いため、一件当たりの平均送金額が少なくなっている。
2010年代に送金分野に関するフィンテックが登場して以来、送金市場のシェアは多様化しているものの、それでもなおウエスタンユニオンが送金市場シェアの大部分を占め続けている。フィンテックの登場以来、多くのデジタル送金手段が登場し、ヨーロッパではFXcomparedやMonito、東南アジアではSend4xといった比較プラットフォームやアグリゲーターが台頭している 。また、ブロックチェーンベースの送金システムも利用され始めており、送金に要する時間が短縮される、取引コストが比較的低いなどの利点がある。ブロックチェーンベースの送金会社として、Flutterwave・ステラルーメン・アブラなどがある。

2017年にビル＆メリンダ・ゲイツ財団によって立ち上げられた、Mojaloopと呼ばれる関連するイニシアチブもある。これは（ Ripple 、Dwolla、ModusBox、Crosslake Technologies、Software Groupと協力して）、銀行のサービスが十分に行き届いていない地域に住む人々に経済的支援を提供できるように設計されている。

## 地域別
アメリカ合衆国は1983年以来、毎年世界の主要な送金元となっている。これに続くのがロシア、サウジアラビア、スイスで、特にロシアからは毎年900万から1100万人の労働者が送金を行っている。

### アジア
送金の大部分は、インド（2020年；830億ドル）、中国（2021年；600億ドル）、フィリピン（2020年；335億ドル）、パキスタン（2020年；260億ドル）、バングラデシュ（2020年；215億ドル）などの新興国に向けられている。タジキスタンやネパールなどは、外貨獲得において送金に多く依存している国の1つであり、GDPのそれぞれ35％と25％を占めている。
送金の多くはウエスタンユニオン、 Ria Money Transfer 、マネーグラム、UAEExchangeなど既存の送金エージェントを介して行われているが、インターネット関連の広まりに合わせて、オンラインおよび携帯電話による送金が大幅に増加している。 

#### バングラデシュ
国外で働く推定1,000万人のバングラデシュ人は、2018年に150億ドル、2019年に183億2000万ドルを国内に送金しており、同国にとっては繊維産業に次ぐ、国内で2番目の外貨獲得手段となっている。世界銀行によると、バングラデシュは移民と送金で世界のトップ10の国の1つであり、送金のほとんどは湾岸諸国からのものである。

#### インド

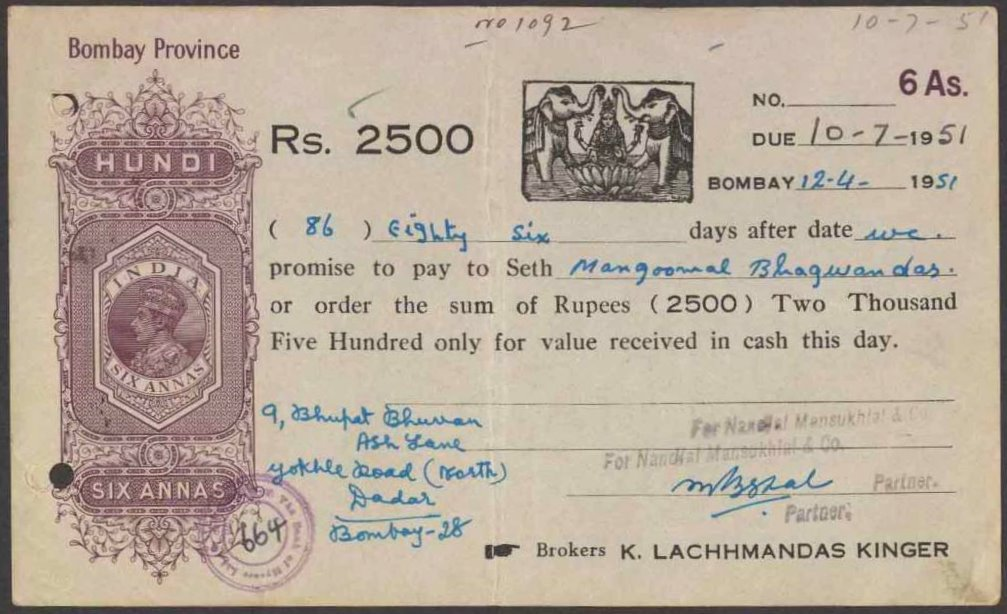
中世のフンディは、インド発祥の送金システム。ボンベイ州で印刷済みの収入印紙が押された1951年の2500ルピーのフンディ。

インドは世界一の送金先であり、2015年には世界の送金の12％以上を占める。在外インド人は世界最大のディアスポラであり、在外インド人問題省（MOIA）によると、世界約3,500万人の在外インド人からの送金を受け入れているという。2017年のインドへの送金額は689億6800万ドルで、インドから他の国への送金は合計57億1000万ドルであり、2017年の純流入額は632億5800万ドルに上る  。

#### ヨルダン
ヨルダンへの送金の流れは、ヨルダンが熟練した労働力を湾岸諸国に輸出し始めた1970年代と1980年代に急速な成長を遂げた。これらの送金は、ヨルダンを含む多くの開発途上国にとって重要な資金源となっている。世界銀行の統計によると、ヨルダンへの送金額は2010年には約30億米ドルにのぼり、これはすべての開発途上国の中で10位にランクされるとともに、過去10年間の送金先のトップ20にランクインした。さらに、2010年のアラブ通貨基金（AMF）の統計によると、ヨルダンはエジプトとレバノンに次ぐアラブ諸国の中で3番目に大きな送金先となっていた。ヨルダンからの労働者を多く受け入れた国はサウジアラビアとアラブ首長国連邦であり、入手可能なデータによれば、ヨルダンの移民の約90％がペルシャ湾岸諸国で働いていることを示している。

#### フィリピン

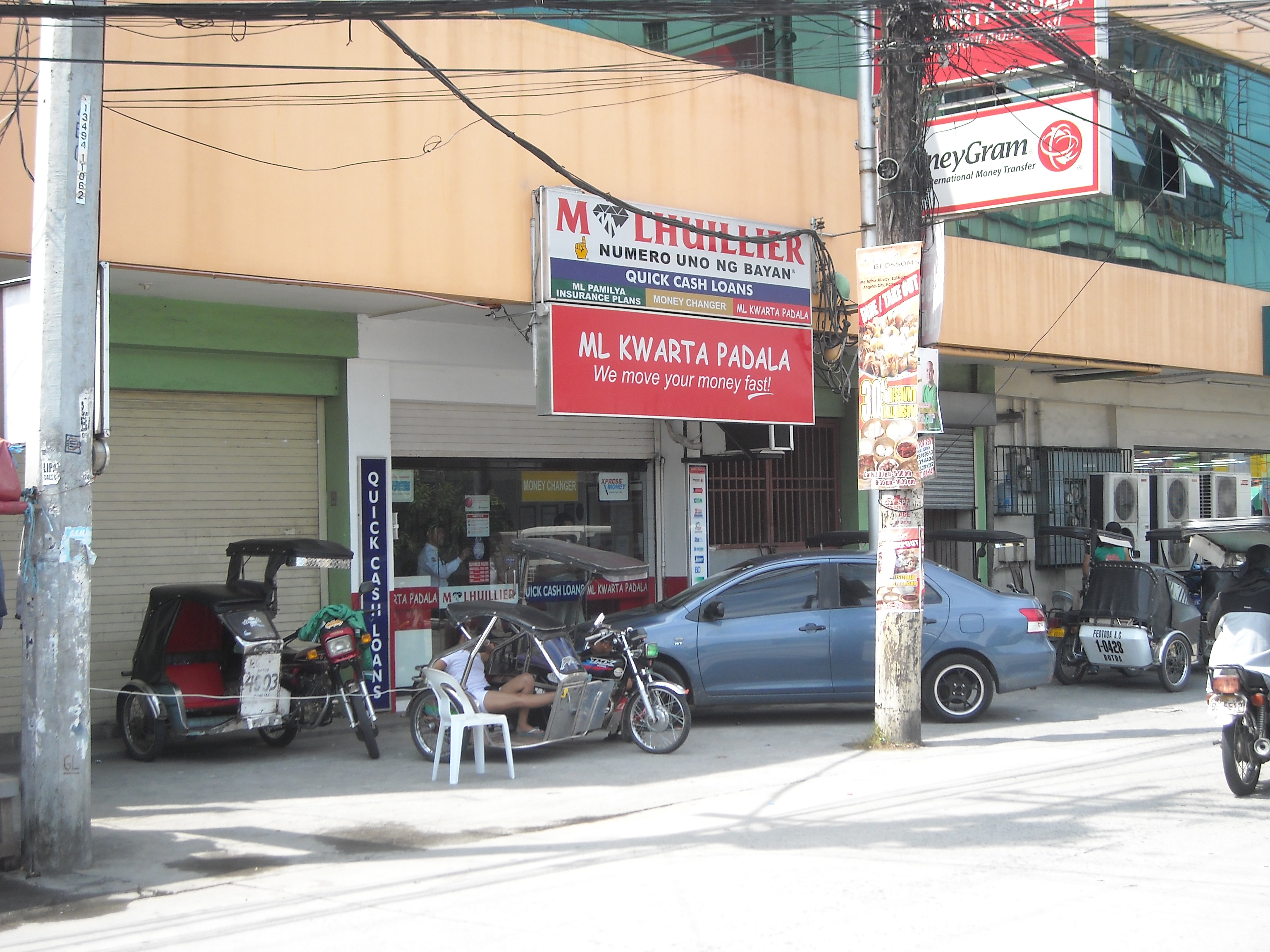
質屋は、フィリピンで送金を取り扱う一般的な場所である。

世界銀行の調査によると、フィリピンはアジアで2番目に大きな送金先となっている。 1994年には、移民により正式な銀行システムを通じて26億ドル以上をフィリピンに送り返したと推定されている。民間金融会社や帰国移民を通じて送金された資金を加えると、1994年の合計は年間60億ドルに近づく。
送金額は年々7-8％の割合で増加しており、2010年には213億ドルに達すると推定された。送金はフィリピンにとって信頼できる収入源であり、フィリピンのGDPの8.9％を占めている。
当時のエストラーダ政権は、2000年を「在外フィリピン人労働者の決意と最高の自己犠牲を認めた在外フィリピン人労働者の年」 (The Year of Overseas Filipino Worker in the Recognition of the Determination and Supreme Self-Sacrifice of Overseas Filipino Workers) と宣言した。この宣言は、国外労働者からの送金をフィリピンのトップの外貨獲得手段として位置づけるものとなった。

#### 日本
日本では長らく銀行や郵便局（ゆうちょ銀行）などの金融機関を介した送金以外は認められておらず、故に国外送金に関する市場も他国に比べて立ち後れていたが、2009年6月に資金決済に関する法律が改正され、銀行以外の事業者に小額の送金サービスが解禁され、銀行を介さない国外送金やP2P送金（携帯口座から携帯口座への直接送金等）などの新たな事業機会の創出が期待されている。

### ラテンアメリカとカリブ海
ラテンアメリカとカリブ海諸国では、送金はこの地域の経済において重要な役割を果たしており、2007年には総額665億米ドルを超え、約75％がアメリカ合衆国から送金されている。この合計額は、外国直接投資と政府開発援助の合計を上回る。ラテンアメリカとカリブ海の7か国では、送金はGDPの10％以上を占めており、この地域のほぼすべての国で最大の輸出製品のドルフローを上回る。
送金額が各国のGDPに占める割合は、メキシコで2％、エルサルバドルで18％、ホンジュラスで21％、ハイチで最大30％に及ぶ。米州開発銀行の多国間投資基金（IDB-MIF）は、地域送金研究の主導的機関となっている。
メキシコは2007年に約240億米ドルの送金流入を受け、その95％はアメリカ合衆国からのものだった。

### 北米

#### アメリカ
2004年の調査によると、調査の時点でアメリカ合衆国に居住していた1,650万人のラテンアメリカ生まれの成人の60％以上が、定期的に実家に送金していたという。これらの1,000万人の移民によって送金された送金は、年間1億件を超える個別の取引を通じて送金され、2004年には推定300億ドルに達した。各取引の1回あたりの平均額は約150ドルから250ドルであり、これらの移民は他の移民よりも少ない金額を送金する傾向があるため、送金には振込手数料による費用の割合が高くなった。
移民は世帯収入の約10％を送金していた。これらの送金は、受取人の世帯収入の対応する50-80％を占めた。かなりの量の送金がアメリカ合衆国の37州から送金されたが、ニューヨーク（移民の81％が定期送金を行っているグループを主導）、カリフォルニア、テキサス、フロリダ、イリノイ、ニュージャージーの6つの州が「昔から送金の多い州」とされた。メキシコへの送金の高い成長率（合計金額ではない）が続く可能性は低いとされており、実際メキシコの中央銀行によると、2007年上半期の送金はわずか0.6増加したが、2006年の同時期は23％でした。専門家は、アメリカ合衆国の建設業界の縮小、国境管理の強化、不法移民に対するアメリカ合衆国の取り締まりが減速の原因であると考えられている。 
アメリカ合衆国の送金文化は、アメリカ合衆国のコミュニティと、カリフォルニア州ベニスビーチに定住したメキシコのオアハカからの移民など、ラテンアメリカ全体のコミュニティを統合する緊密に結びついたネットワークである「マイクロ地理」の形成に貢献している。オアハカ出身者は彼らのコミュニティにお金を送り返すだけでなく、彼らはまた広範囲に行き来する。 
近年、アメリカ合衆国から中南米への送金は減少傾向にある。 2008年には692億ドル相当の送金があったが、2011年には589億ドルに減少した。この傾向は、世界的な不況、ラテンアメリカ諸国でのより多くの経済的機会、国境を越えて移民を密輸するためにコヨーテによって請求される料金の上昇を含む多くの要因の結果である。 
移民のパターンは、移民が数年間アメリカ合衆国で働き母国に戻るという循環的な流れから、移民がアメリカ合衆国を離れる可能性が低くなり、アメリカ合衆国に長期間滞在する可能性が高くなります。全体として、この傾向は、アメリカ合衆国からラテンアメリカ諸国に送金される送金のレベルを低下させる一因となっている。

### アフリカ
アフリカへの送金は、国民経済において重要な役割を果たしている。ただし、その多くが送金を非公式な手段に依存しているため、データはほとんど存在しない。今日のアフリカからの移民は約2000万から3000万人の成人であり、彼らは毎年約400億米ドルを家族や地元のコミュニティに送っている。地域全体では、これはすべての資金源からの純政府開発援助（ODA）よりも50％多く、ほとんどの国で、その金額は外国直接投資（FDI）も上回っている。いくつかの脆弱な州では、送金はGDPの50パーセントを超えると推定されている。 
ほとんどのアフリカ諸国は、銀行への送金の支払いを制限している。銀行は通常、ウエスタンユニオンやマネーグラムなどの大規模な送金会社と独占契約を結び、銀行に代わって業務を行っている。その結果、競争が制限され、消費者のアクセスが制限され、これらの送金オペレーター（MTO）が世界で最も高い送金手数料を請求できるようになる。ただし、XoomやWillstreamなど、この確立されたMTOモデルを破壊することを目的とした多くの新しいプレーヤーが存在しており、この地域での携帯電話の普及率の向上を活用し、ディアスポラの顧客にさまざまな料金体系を提供している 。さらに、国連の持続可能な開発目標のような世界的なイニシアチブは、2030年までに移民送金の取引コストを3％未満に削減することを目標としている。
世界銀行の調査によると、ナイジェリアはアフリカで圧倒的に上位の送金先であり、2010年には100億ドルを占め、前年（96億ドル）からわずかに増加している。その他の上位の受取国には、スーダン（32億ドル）、ケニア（18億ドル）、セネガル（12億ドル）、南アフリカ（10億ドル）、ウガンダ（8億ドル）、レソト（5億ドル）、エチオピア（3.87億ドル）、マリ（3.85億ドル）、トーゴ（3.02億ドル）が並ぶ。国内総生産に占める割合が上位の国は、2009年の統計で、レソト（25％）、トーゴ（10％）、カーボベルデ（9％）、ギニアビサウ（9％）、セネガル（9％）、ガンビア（ 8％）、リベリア（6％）、スーダン（6％）、ナイジェリア（6％）、ケニア（5％）となっている。

#### ナイジェリア
ナイジェリアの主な外貨獲得手段は、国外に住むナイジェリア人による送金である 。2014年には、1750万人のナイジェリア人が外国に住んでおり、イギリスとアメリカ合衆国にはそれぞれ200万人以上のナイジェリア人がいる。 
国際移住機関によると、ナイジェリアは国外在住者からの送金が劇的に増加し、2004年の23億ドルから2007年には179億ドル（GDPの6.7％）に達する。 2016年、送金額はさらに増え、350億ドルに達した。送金元の大部分を占めるのはアメリカ合衆国で、イギリス、イタリア、カナダ、スペイン、フランスがそれに続く。アフリカ大陸内では、エジプト、赤道ギニア、チャド、リビア、南アフリカがナイジェリアへの重要な送金元であり、アジアでは中国が最大の送金元となっている。
2016年8月にナイジェリア中央銀行（NCB）が、ウエスタンユニオン、マネーグラム、リオを除く国内のすべてのMTOの運用を停止する決定を下し、国民からの強い反発に見舞われた。この決定は、ウエスタンユニオンとのすべての独占契約を禁止するというNCBの過去の政策決定に反するものであり、（今回のの政策決定が）適切ではなく、今回の決定がウエスタンユニオン、マネーグラム、リオの支配的な地位を不平等に強化すると考えられた。しかし、反発が収まらないことから、NCBはこの決定を反故し、多数の競合するMTOに新しいライセンスを付与した。 

#### ソマリア
ソマリアのエクスパットは、ダハブシルやその他のソマリア所有の送金会社を通じて、大ソマリアの親戚に送金することが多く見られる。これらの資金がアル・シャバブや他の過激派グループに横流しされることなく、意図された受取人に確実に送金されるようにするために、アメリカ合衆国、オーストラリア、および他の多くの西側諸国の政府は、ソマリア向け送金を取り扱う銀行の要件を厳しくするか、送金の処理を完全に停止した。この懸念に対処するために、アメリカ合衆国議会は2014年の送金改善法を可決した。 
2015年4月、ソマリア連邦内閣は、送金に関する特別タスクフォース（STFR）も正式に発足させた。複数の機関によるイニシアチブは、送金業界に関するソマリア連邦政府の新しい国家政策を促進することで義務付けられている。その主な優先事項は、地方金融セクターの形式化のための包括的な戦略と協議実施計画の確立に集中している。さらに、STFRは、成長につながるビジネス環境と金融インフラストラクチャの育成を支援する役割を担っている。また、マネーロンダリング防止（AML）やテロ対策資金調達（CFT）に関する法律など、金融ガバナンス手段の承認と透明性に関連する法律を調整し、スピードアップする権限も与えられている。金融活動タスクフォース（FATF）の勧告に従い、STFRは、さまざまな国際条約を批准するためのソマリア連邦政府の活動を監督する予定となっている。タスクフォースのメンバーシップはまもなく発表される予定であり、政府機関、送金業界、銀行、およびその他の主要な民間セクターの利害関係者から集められる。

### コーカサス地方

#### アルメニア
送金はアルメニア経済の主要な構成要素であり、アルメニアのGDPの非常に大きな部分を占める。2011年にはアルメニアの家族の13％、2013年には約40％が送金を受けている。これにより、アルメニアは送金を受け取った世界の上位20か国に分類されている。アルメニアへの総送金は2013年に21億9200万ドルとピークに達したが、 2014年のロシアルーブル切り下げ後に急落し、2019年には15億2800万ドルとなった。
調査によると、2007年時点での移民のうち82％が2006年に本国への送金を報告し、そのうち95％が1世帯のみに送金している。送金額は平均270ドル（初回）と345ドル（最新回）で、平均4-6か月ごとに送金が行われる。これらの送金に加えて、年平均1,920ドル（初回）から2,800ドル（最新回）の本国向けの貯蓄が行われているという。
2018年、アルメニアへの送金は14億5000万ドルに達し、GDPの12％を占めた。その大部分は、世界中に広がる大規模なアルメニア人のディアスポラが関与している。アルメニア人のディアスポラの総数は1,100万人と推定され、そのうちアルメニアに居住するのは300万人にとどまる。
2017年のロシアからの送金先としてはアルメニア向けが最大であり、送金全体の約60.5％を占める。ロシアには200万人以上のアルメニア人が住んでおり、送金額は9億4500万ドル近くに達した。アルメニアへの送金元としてロシアに次ぐのはアメリカ合衆国で、その金額は1億6000万ドルを超え、全体の10.25％に相当する。送金元としてはこれに続いて、カザフスタンが4,500万ドル、ドイツが3,510万ドル、アラブ首長国連邦、フランス、スペイン（1.2％）が並ぶ。
IMFによると、2010年からUSD（アメリカ合衆国ドル）、AMD（アルメニアドラム）、ルーブルでの送金での送金は、2014年にピークに達するまで成長し、その後、ロシアルーブルの切り下げの結果として不安定な形で減少し始めた。 AMDとUSDの送金は、ほぼ2010年のレベルまで減少した。

## 国際送金の歴史
送金は、人類の歴史の一部である「移住」に常に深く関わってきた。スペイン、イタリア、アイルランドなどのいくつかのヨーロッパ諸国の経済は、19世紀から20世紀に移民から受け取った送金に大きく依存していた。スペインの場合、送金は1946年の経常収支全体の21％に達した。これらの国々はすべて、この分野での重要な研究努力の後に開発された送金に関する政策を作成した。たとえば、イタリアは1901年に送金を保護する法律を制定した世界で最初の国であり 、スペインは受け取った送金のコストを下げるための国際条約（1960年にアルゼンチンと）に署名した最初の国だという。
2000年以降、送金は世界中で急激に増加し、2012年にはほぼ3倍の5,290億ドルになった。 2012年には、インドと中国からの移民だけで1,300億ドル以上を母国に送金した。
2004年、 主要国首脳会議 (G8)によるシーアイランドサミットにおいて、出身国の友人や家族に送金する移民労働者の費用を削減するための行動を取ることを決定した。これに照らして、イギリス政府の国際開発省（DFID）やUSAIDなどのさまざまなG8政府開発組織は、送金コストを削減する方法を検討し始めた。
2008年9月、世界銀行は送金価格の最初の国際データベースを確立した。世界中の送金価格データベースは、世界中の200を超える「国の回廊」の送金に関するデータを提供する。調査した「回廊」には、主要な32の送金国から89の受入国への送金フローが含まれており、開発途上国への送金総額の60％以上を占めている。結果として得られる送金価格ワールドワイドデータベースの公開は、4つの主要な目的、すなわち「ベンチマークの改善」「国間の比較の可能性」「消費者の選択のサポート」「サービスプロバイダーにサービスの改善を求める圧力をかけること」を果たす。
イタリアのラクイラで開催された2009年7月のサミットで、G8の政府首脳と州首脳は、5年間で送金サービスのコストを5パーセントポイント削減するという目標を承認した。コストを削減するために、世界銀行は、送金のコストを比較するための一貫した方法論を使用する地域および国のデータベースの認証を開始した。
2011年にカンヌで開催されたG20サミットで、ビル・ゲイツは「世界中の送金の取引コストが現在の約10％から平均5％に削減された場合、貧しい国では年間150億ドルの資金が得られる」と述べている。発展途上国および新興国への送金コストを削減することを目的として、多くの低コストのオンラインサービスが登場している。国外への送金費用を分析した比較サイトも多数登場している。世界銀行は、低中所得国への送金は2018年に5,290億ドルに達し、過去最高を記録したと述べた。

## ダイナミクス

### 緊急事態
災害や緊急時には、紛争や自然災害によって他の生活形態が破壊された可能性のある人々にとって、送金は重要な収入源になる可能性があります。海外開発研究所によると、これは緊急時の対応において人々を支援するより良い方法を検討している援助関係者によってますます重要であると認識されている。実例として、カラバフ紛争がすでに始まっていた1988年12月7日にスピタクで壊滅的な地震を経験したアルメニアでは約45,000人が亡くなり、50万人が家を失った。アルメニアはさまざまな国から支援を受けた。たとえば、アメリカ合衆国政府はすぐに1,000万ドルを送金した。これは、多かれ少なかれ経済の回復に役立てられた。一方で、難民やその他の避難民もまた、紛争地域に置き去りにされた家族に送金することが多く見られる。

### 潜在的なセキュリティ上の懸念
マネーロンダリングまたはテロ資金供与の可能性のある資金源を抑制するための最近の国際的な取り組みは、送金のコストを増加させ、送金を促進する企業へのコストを直接増加させ、送金者へのコストを間接的に増加させた。一部の回廊と同様に、かなりの金額の送金が非公式の手段（家族のつながり、旅行中の友人、地元の金貸しなど）を通じて送金されており、世界銀行によると一部の国は送金データを報告していない。
さらに、データが利用可能な場合でも、送金データを各国が使用する方法論は確立されていない。 2010年の中央銀行の世界調査では、国によって送金データ収集の質に大きな違いが見られた。一部の中央銀行は、商業銀行から報告された送金データのみを使用し、送金業者や郵便局を介した送金フローの説明を怠っていた。
送金は追跡が難しく、マネーロンダリング（AML）やテロ資金供与（CTF）の懸念を増大させる可能性がある。 アメリカ同時多発テロ事件以降、多くの政府と金融活動タスクフォース（FATF）は、非公式の価値移転システムに対処するための措置を講じてきた。これは、各国のFinancial Intelligence Unit （FIU）を通じて行われる。この分野での主要な立法イニシアチブは、アメリカ合衆国愛国者法、アメリカ合衆国ではタイトルIII 、EUでは一連のEUマネーロンダリング指令によるものである。移民が家族に送金することに深刻なテロリスクを伴うべきではないが、金融システムの悪用は依然として政府の深刻な懸念事項となっている。

### 発展途上国にとっての経済的利益
送金が発展途上国に利益をもたらす程度については議論の対象となっている。
世界銀行のエコノミストは、送金先が銀行口座を所有する傾向が高めることが、送金が送金者と受取人の金融サービスへのアクセスを促進させることを意味しており、送金を活用して経済発展を促進するための不可欠な側面であると主張している。たとえば、GDPに対する送金の比率が最も高いアルメニアでは 、送金を受ける世帯は貯蓄する傾向が高いことが研究によって示唆されているが、一部の理論的枠組みとは対照的に、これらの貯蓄はビジネスを成長させる方法として、金融システムからの借り入れをさらに促進させる。
他の研究では、送金が経済成長を促進させる別の手段として家計投資があることを示唆している。たとえば、南コーカサスで実施された調査によると、アルメニアでは、移民の世帯員がいると、その世帯が家業を営む可能性が高くなり、移民が送金する送金が国内投資を促進し、経済成長を確保する可能性があるとしている。ただし、アルメニアでの新しい調査結果によれば、送金が潜在的な移民の移住プロセスを容易にするのに役立っており、移民と非移民の間の契約ツールとしてではなくリソースとして機能することを示唆しており、送金が移民の意図を劇的に上昇させると結論付けられている。送金の必要性、および移民の社会関係資本（またはネットワーク）の能力と強さは、移民の意図を共同で決定する要因となっている一方、別の移民学者は、送金が経済の未発達の構造的原因に対処する能力について懸念を表明し  、「自助開発」へのパラダイムシフトの兆候として金融に重点を置く政策の高まりを、貧しい人々に負担をかけるものだと指摘している。 
送金は一般的に反循環的であると考えられている。金融危機と景気低迷の中での送金フローの安定性は、開発途上国にとって信頼できる外国為替収入源となっている。移民による送金は、新しい移民だけでなく、何年にもわたって累積的に行われるため、送金が長期にわたって持続することが可能となる。これは、一時的かつ反復的な方法で母国と受入国の間を行き来する循環移民、移民労働者によって送金される送金に特に当てはまる。州レベルでは、移住先が多様化した国では、より持続可能な送金フローが得られる可能性が指摘されている。
マクロ経済の観点からは、送金とGDP成長の間に決定的な関係はない。送金は総需要を押し上げ、それによって経済活動を促進する可能性があるが、他の研究によると、送金は所得の不平等を拡大し、受益国間の労働供給を減少させることにより、マクロ経済に悪影響を与える可能性もあるとしている。
世界銀行と国際決済銀行は、送金サービスの国際基準を策定した。